# Acacia bonariensis
Acacia bonariensis är en ärtväxtart som beskrevs av William Jackson Hooker och George Arnott Walker Arnott. Acacia bonariensis ingår i släktet akacior, och familjen ärtväxter. Inga underarter finns listade i Catalogue of Life.

## Bildgalleri

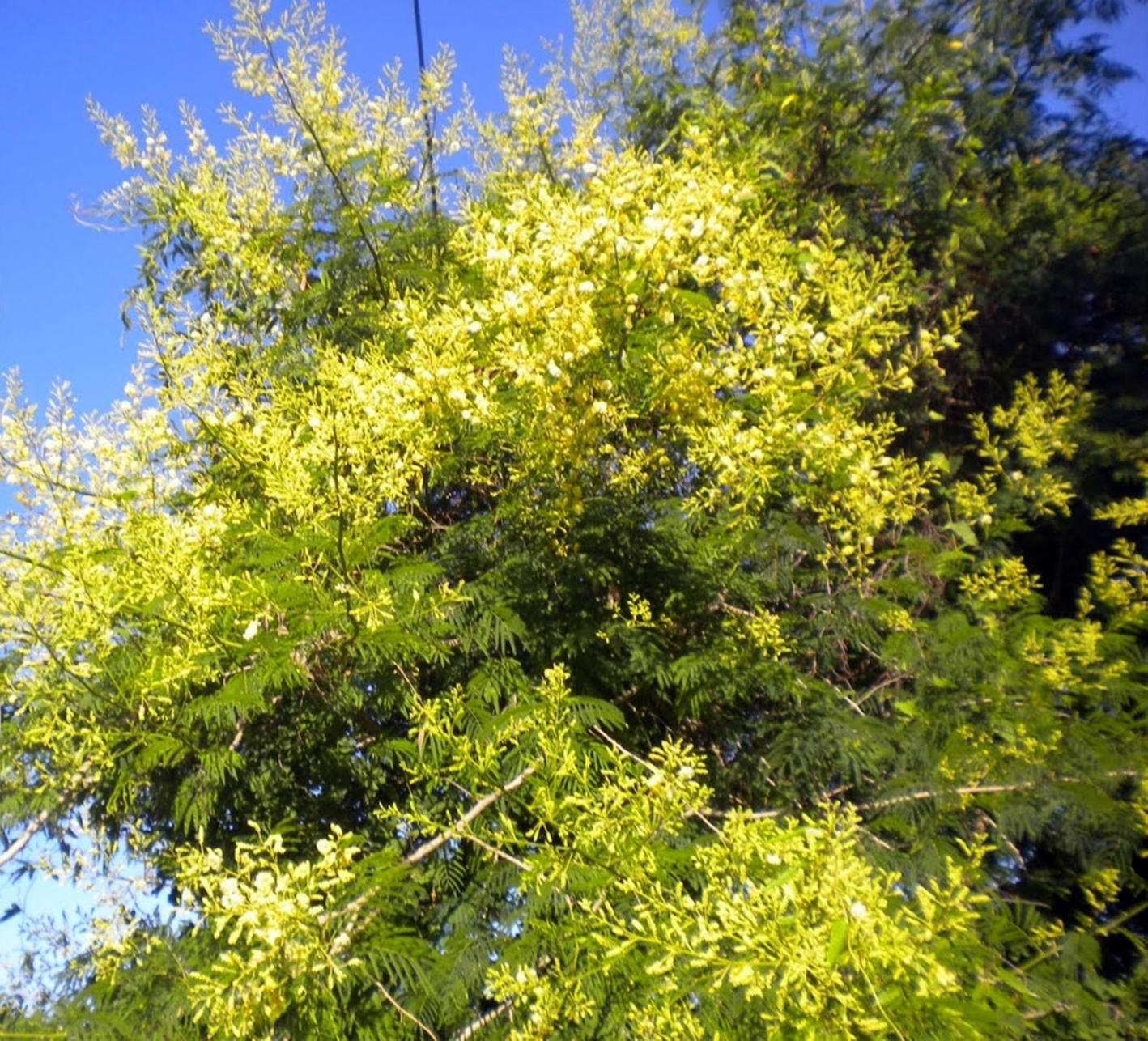